# Mistrzostwa Polski w Szachach 1972
Mistrzostwa Polski w Szachach 1972 – turnieje szachowe, rozegrane w 1972 r. we Wrocławiu (mężczyźni) i Lublinie (kobiety), mające na celu wyłonienie 29. mistrza Polski mężczyzn oraz 24. mistrzynię Polski kobiet. Oba turnieje rozegrano systemem kołowym z udziałem 18 zawodników i 14 zawodniczek.
Złote medale zdobyli: Krzysztof Pytel (1. raz w karierze) i Hanna Ereńska-Radzewska (2. raz w karierze).

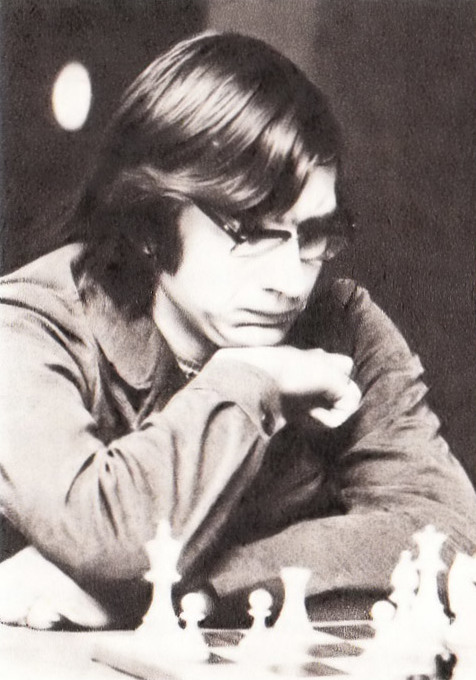
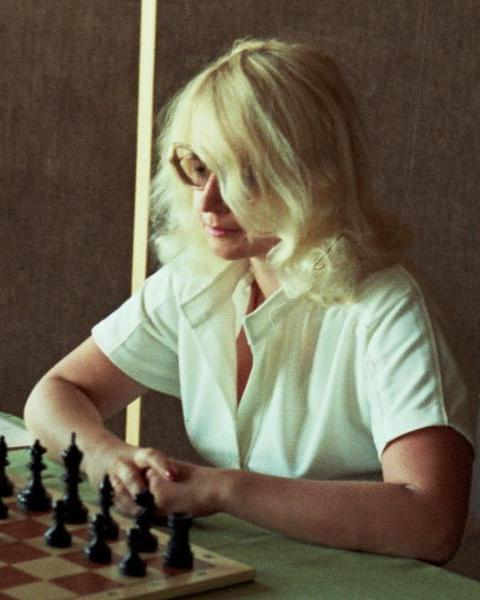

## Wyniki 29. Mistrzostw Polski Mężczyzn
Wrocław, 6 – 24 lutego 1972
| Miejsce | Zawodnicy           | Ranking | 1 | 2 | 3 | 4 | 5 | 6 | 7 | 8 | 9 | 10 | 11 | 12 | 13 | 14 | 15 | 16 | 17 | 18 | Razem | Berger |
| ------- | ------------------- | ------- | - | - | - | - | - | - | - | - | - | -- | -- | -- | -- | -- | -- | -- | -- | -- | ----- | ------ |
| złoto   | Krzysztof Pytel     | 2320    |   | 1 | ½ | ½ | ½ | ½ | ½ | ½ | 1 | 1  | ½  | 1  | ½  | ½  | ½  | ½  | 1  | 1  | 11½   |        |
| srebro  | Aleksander Sznapik  | –       | 0 |   | ½ | 1 | 1 | 1 | ½ | 0 | ½ | ½  | 1  | ½  | ½  | ½  | 1  | 1  | ½  | 1  | 11    |        |
| brąz    | Jacek Bednarski     | 2400    | ½ | ½ |   | ½ | ½ | ½ | ½ | 1 | ½ | ½  | 1  | 1  | ½  | ½  | 0  | 1  | 1  | ½  | 10½   | 87,00  |
| 4       | Włodzimierz Schmidt | 2450    | ½ | 0 | ½ |   | 1 | ½ | ½ | ½ | ½ | ½  | 1  | 0  | 1  | 1  | 1  | ½  | ½  | 1  | 10½   | 83,75  |
| 5       | Bogdan Śliwa        | –       | ½ | 0 | ½ | 0 |   | 1 | ½ | 1 | 0 | 0  | ½  | 1  | ½  | ½  | 1  | 1  | 1  | 1  | 10    |        |
| 6       | Zbigniew Doda       | 2430    | ½ | 0 | ½ | ½ | 0 |   | ½ | 1 | 1 | 1  | ½  | ½  | 1  | ½  | 1  | ½  | ½  | 0  | 9½    | 79,00  |
| 7       | Bogdan Pietrusiak   | 2270    | ½ | ½ | ½ | ½ | ½ | ½ |   | ½ | ½ | 1  | ½  | ½  | ½  | ½  | 0  | 1  | ½  | 1  | 9½    | 78,25  |
| 8       | Ryszard Gąsiorowski | –       | ½ | 1 | 0 | ½ | 0 | 0 | ½ |   | ½ | ½  | 0  | ½  | 1  | 1  | 1  | ½  | 1  | 1  | 9½    | 74,25  |
| 9       | Wojciech Dobrzyński | –       | 0 | ½ | ½ | ½ | 1 | 0 | ½ | ½ |   | 1  | ½  | 0  | ½  | ½  | ½  | ½  | ½  | 1  | 8½    |        |
| 10      | Andrzej Filipowicz  | 2410    | 0 | ½ | ½ | ½ | 1 | 0 | 0 | ½ | 0 |    | ½  | ½  | 1  | 1  | 1  | 0  | ½  | ½  | 8     | 65,25  |
| 11      | Andrzej Sydor       | 2385    | ½ | 0 | 0 | 0 | ½ | ½ | ½ | 1 | ½ | ½  |    | ½  | 1  | ½  | ½  | ½  | ½  | ½  | 8     | 65,25  |
| 12      | Jan Adamski         | 2380    | 0 | ½ | 0 | 1 | 0 | ½ | ½ | ½ | 1 | ½  | ½  |    | 0  | 1  | ½  | ½  | ½  | ½  | 8     | 65,25  |
| 13      | Witold Balcerowski  | 2380    | ½ | ½ | ½ | 0 | ½ | 0 | ½ | 0 | ½ | 0  | 0  | 1  |    | 1  | ½  | 1  | ½  | 1  | 8     | 62,75  |
| 14      | Jerzy Kostro        | 2385    | ½ | ½ | ½ | 0 | ½ | ½ | ½ | 0 | ½ | 0  | ½  | 0  | 0  |    | ½  | ½  | 1  | ½  | 6½    | 54,25  |
| 15      | Benedykt Serwiński  | –       | ½ | 0 | 1 | 0 | 0 | 0 | 1 | 0 | ½ | 0  | ½  | ½  | ½  | ½  |    | 0  | 1  | ½  | 6½    | 53,75  |
| 16      | Rafał Marszałek     | 2270    | ½ | 0 | 0 | ½ | 0 | ½ | 0 | ½ | ½ | 1  | ½  | ½  | 0  | ½  | 1  |    | ½  | 0  | 6½    | 53,50  |
| 17      | Romuald Grąbczewski | 2370    | 0 | ½ | 0 | ½ | 0 | ½ | ½ | 0 | ½ | ½  | ½  | ½  | ½  | 0  | 0  | ½  |    | 1  | 6     |        |
| 18      | Ignacy Nowak        | –       | 0 | 0 | ½ | 0 | 0 | 1 | 0 | 0 | 0 | ½  | ½  | ½  | 0  | ½  | ½  | 1  | 0  |    | 5     |        |

## Wyniki 24. Mistrzostw Polski Kobiet
Lublin, 1972
| Miejsce | Zawodniczki             | Ranking | 1 | 2 | 3 | 4 | 5 | 6 | 7 | 8 | 9 | 10 | 11 | 12 | 13 | 14 | Razem | Berger |
| ------- | ----------------------- | ------- | - | - | - | - | - | - | - | - | - | -- | -- | -- | -- | -- | ----- | ------ |
| złoto   | Hanna Ereńska-Radzewska | –       |   | ½ | 0 | 1 | ½ | 1 | ½ | 1 | 1 | 1  | 1  | 1  | 1  | 1  | 10½   |        |
| srebro  | Mirosława Litmanowicz   | –       | ½ |   | ½ | ½ | ½ | 1 | 1 | ½ | 1 | 1  | ½  | 1  | 1  | 1  | 10    |        |
| brąz    | Krystyna Radzikowska    | –       | 1 | ½ |   | 0 | ½ | ½ | 1 | ½ | 1 | 1  | ½  | 1  | 1  | ½  | 9     |        |
| 4       | Anna Jurczyńska         | –       | 0 | ½ | 1 |   | 0 | ½ | 1 | ½ | ½ | 1  | 1  | 1  | ½  | 1  | 8½    |        |
| 5       | Maria Scholl            | –       | ½ | ½ | ½ | 1 |   | 0 | 1 | ½ | 0 | 0  | 1  | 1  | ½  | 1  | 7½    | 44,50  |
| 6       | Kamila Dembecka         | –       | 0 | 0 | ½ | ½ | 1 |   | 0 | 1 | 0 | 1  | 1  | 1  | 1  | ½  | 7½    | 39,75  |
| 7       | Apolonia Litwińska      | –       | ½ | 0 | 0 | 0 | 0 | 1 |   | ½ | 1 | 1  | 1  | 0  | 1  | 1  | 7     |        |
| 8       | Krystyna Cichecka       | –       | 0 | ½ | ½ | ½ | ½ | 0 | ½ |   | ½ | ½  | ½  | ½  | 1  | 1  | 6½    | 35,75  |
| 9       | Irena Kasprzyk          | –       | 0 | 0 | 0 | ½ | 1 | 1 | 0 | ½ |   | 0  | ½  | 1  | 1  | 1  | 6½    | 32,75  |
| 10      | Danuta Adamczewska      | –       | 0 | 0 | 0 | 0 | 1 | 0 | 0 | ½ | 1 |    | ½  | ½  | 1  | 1  | 5½    |        |
| 11      | Janina Rybarska         | –       | 0 | ½ | ½ | 0 | 0 | 0 | 0 | ½ | ½ | ½  |    | 0  | 1  | 1  | 4½    |        |
| 12      | Lucyna Krawcewicz       | –       | 0 | 0 | 0 | 0 | 0 | 0 | 1 | ½ | 0 | ½  | 1  |    | 0  | 0  | 3     | 17,50  |
| 13      | Wanda Żółtek            | –       | 0 | 0 | 0 | ½ | ½ | 0 | 0 | 0 | 0 | 0  | 0  | 1  |    | 1  | 3     | 13,00  |
| 14      | Elżbieta Choma          | –       | 0 | 0 | ½ | 0 | 0 | ½ | 0 | 0 | 0 | 0  | 0  | 1  | 0  |    | 2     |        |